# Fàbrica G. de Andreis
La Fàbrica G. de Andreis és un edifici industrial de Badalona catalogat com a bé cultural d'interès local. Actualment allotja l'Institut de Batxillerat La Llauna.

## Història
A principis del segle xx, l'italià Gottardo de Andreis va fundar una empresa dedicada a la fabricació i a la litografia d'envasos metàl·lics, i el 1905 va encarregar-ne el projecte a l'arquitecte badaloní Joan Amigó i Barriga. El juny del 1910 s'hi van afegir dos pisos a la banda del carrer d'Indústria, on es troben esgrafiats motius florals i grans volutes, i fins al 1922 s'hi feren noves amplicacions.
L'empresa, coneguda popularment com «La Llauna», va prendre el nom complet de Gottardo de Andreis Metalgraf Española pels voltants del 1919 fins al seu tancament l'any 1980. En aquell moment, la fàbrica estava aturada per suspensió de pagaments, i els propietaris, residents a Itàlia, no s'havien preocupat de modernitzar-ne les instal·lacions. Posteriorment, va passar a mans de l'Ajuntament, i el 1984 va ser rehabilitat pels arquitectes Enric Miralles i Carme Pinós, que va rebre el premi FAD de Rehabilitació (1986), així com la Bienal Española de Arquitectura y Urbanismo Beau 1. Actualment, hi ha l'institut d'ensenyament secundari La Llauna.

## Descripció
Situat als carrers de la Indústria, de Sagunt i d'Eduard Maristany, es tracta d'un edifici de quatre plantes, amb una porta corredissa d'entrada. Per a la construcció de la planta baixa es van inspirar en l'exterior de la ciutat, i és per aquest motiu que va ser concebuda com un espai lliure, amb rampes i escales que es van repetint una al costat de l'altra per tal de permetre la ràpida circulació d'estudiants. A la primera planta hi ha un vestíbul, un espai pensat per descansar entre les classes. L'eliminació de forjats de les plantes intermèdies li permet tenir la màxima dimensió d'alçada.
Els elements més notables de l'edifici original són les façanes dels carrers de la Indústria i d'Eduard Maristany, amb trets decoratius de gran escala, d'influència de la Secessió de Viena. Es tracta de garlandes vegetals acabades en volutes, frisos de flors quadràtiques a la primera i grans medallons musius amb escuts a la segona. Aquests, obra del mosaïcista Lluís Bru i Salelles, reprodueixen els escuts d'Itàlia i de Catalunya.